# Maximiano José de Araújo
Maximiano José de Araújo (São João Nepomuceno, estado de Minas Gerais, 1863– Santa Rita de Minas, estado de Minas Gerais, 12 de agosto de 1941)  foi um pioneiro povoador e um dos fundadores do município de Santa Rita de Minas, fazendeiro e capitão da Guarda Nacional do Brasil.

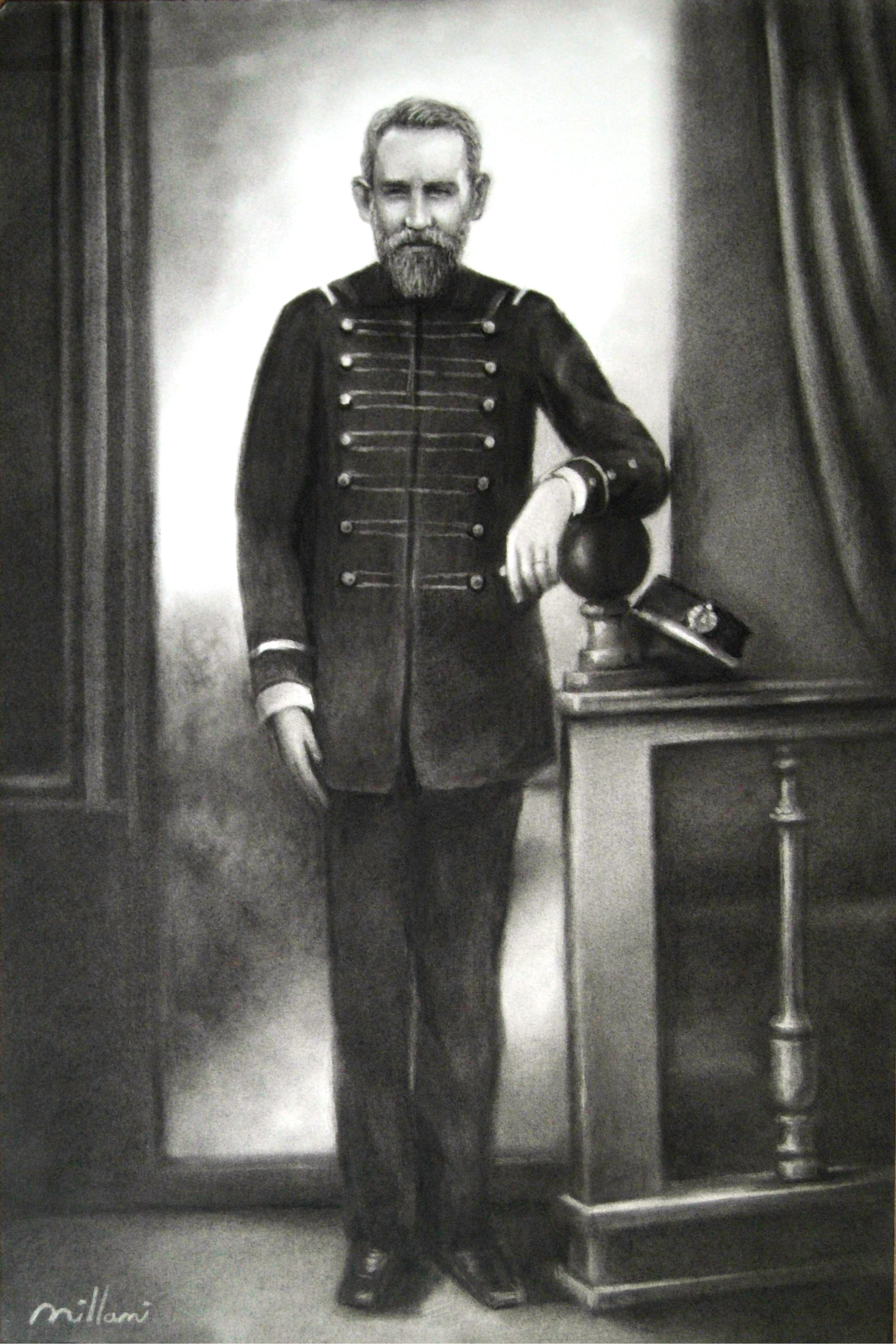
Capitão Maximiano José de Araújo quando de sua nomeação como Capitão da Guarda Nacional.

## Infância
Filho do casal Antônio José de Araújo e Dona Maria Joaquina de Jesus, nasceu na fazenda da família em São João Nepomuceno.
Seu pai faleceu ainda jovem, deixando Maximiano órfão em tenra idade. Sua mãe contraiu novas núpcias com Francisco José Barbosa de cujo casamento teve vários filhos.
Era neto paterno do também Capitão da Guarda Nacional Maximiano José de Araújo (seu homônimo) e de Dona Francisca Joaquina de Jesus. 
Na década de 1870, tendo em vista o potencial de crescimento da região do Vale do Rio Doce, à época pertencente ao município de Ponte Nova-MG, seu padrasto decidiu passar às terras da região, adquirindo a Fazenda do Tabuleiro, em terras localizadas na então recém-criada freguesia de Caratinga.
Chegou à região ainda criança, por volta de 1875, em companhia da família, composta do padrasto, Capitão Francisco José Barbosa, a mãe, Maria Joaquina de Jesus, os irmãos e vários escravos.  

## Juventude
Quando ainda solteiro a família vivia na ‘Fazenda do Tabuleiro’, situada no Córrego do Tabuleiro, cujas terras chegavam até ao Córrego da Laje.
Adquiriu, posteriormente, as terras da ‘Fazenda Vargem Alegre’, no Córrego do Retiro, onde criou a família e viveu muitos anos. Construiu, no ano de 1902, a bonita sede da fazenda ainda hoje preservada e agora denominada ‘Fazenda Dona Aldegundes’.
A região passou a pertencer ao novo município de Manhuaçu e depois ao município de Caratinga, quando este se emancipou de Manhuaçu aos 06 de fevereiro de 1890.
Neste mesmo período, na década de 1890 começou a formar-se o núcleo inicial do arraial de Santa Rita, figurando o Capitão Maximiano como um dos cofundadores do que veio a ser a atual cidade de Santa Rita de Minas.

## Casamento e família
O capitão Maximiano casou-se com Maria Paulina de Jesus Furtado Torres aos 13 de janeiro de 1883 na Fazenda Bela Fama, em Inhapim, Minas Gerais. Maria Paulina era filha do Major José Francisco Furtado Torres e de Maria Joaquina de Jesus e era natural do município de Santo Antônio do Aventureiro, onde nasceu, no ano de 1870. Seu sogro, o Major da Guarda Nacional José Francisco Furtado Torres é um dos cofundadores do município de Inhapim.
Do casamento o Capitão Maximiano e Maria Paulina tiveram onze filhos, que foram:
1. Maria Maximiana de Araújo (Dona Cotinha Araujo), casada com Américo Ferreira da Costa.
2. Antônia Maximiana de Araújo. Falecida ainda criança.
3. Ana Maximiana de Araújo, casada com seu tio materno Josino Montes Galvão Torres.
4. Porcina Maximiana de Araújo, casada com Virgílio Soares da Rocha.
5. Carolina Maximiana de Araújo, casada com Nestor Batista da Cruz.
6. Amância Maximiana de Araújo, casada com José Batista da Cruz.
7. Custódia Maximiana de Araújo. Falecida ainda criança.
8. Antônio de Araújo Torres. Falecido ainda criança.
9. José de Araújo Torres, casado com Regina Cardoso.
10. Maria Maximiano de Araújo, casada com Pedro Rodrigues Teixeira.
11. Joaquim de Araújo Torres, casado com Aldegundes de Araújo Nunes.

## Guarda Nacional
Alistou-se para a Guarda Nacional e sua qualificação foi efetivada no ano de 1899, pelo então presidente da Câmara Municipal Coronel Antonio da Silva Araújo.
Teve a nomeação indicada pelo presidente do estado de Minas Gerais, Dr. Silviano Brandão e foi eleito Capitão aos 36 anos de idade para a 4ª Companhia do 48º Batalhão da Reserva da Guarda Nacional da Comarca de Caratinga pelo Presidente da República Manuel de Campos Salles por Decreto de 05 de agosto de 1899publicado no Diário Oficial de 12 de setembro do mesmo ano, conforme determinação do Ministro da Justiça e Negócios Interiores do Brasil Epitácio Pessoa.
O 48º Batalhão da Reserva da Comarca de Caratinga fora criado pelo Decreto nº 2841 de 19 de março de 1898 pelo então presidente da República Prudente de Morais.  

## Vida de católico ardoroso
A Fazenda Vargem Alegre fazia divisa com o patrimônio de Santa Rita junto ao local onde está hoje o cemitério público.
Católico fervoroso, e devoto de Santo Antônio de Pádua, no ano de 1916 construiu a capela de Santo Antônio em local próximo ao cemitério público de Santa Rita de Minas.
Resolveu, então, doar uma área de suas terras, no lado sul da atual cidade, como patrimônio da capela de Santo Antônio, aumentando desta forma, as terras que formavam o núcleo original do povoado de Santa Rita, origem da atual cidade de Santa Rita de Minas. A Capela de Santo Antônio foi, infelizmente, demolida, no ano de 1968.
Posteriormente, com a vinda de outras famílias para a localidade, várias ruas foram abertas nas terras doadas pelo Capitão Maximiano. Com isso o Capitão deu provas de que foi um grande benfeitor da vila de Santa Rita.
Foi um dos fundadores, no dia 10 de outubro de 1931, da ‘Conferência Santa Rita de Cássia’ da Sociedade de São Vicente de Paulo sob a direção do seu amigo e grande sacerdote Monsenhor Aristides Marques da Rocha e juntamente com Juvenal Tomás da Silva, Pedro Rodrigues Santiago, Antônio Soares de Santana, além de outros quarenta e quatro confrades. Vicentino consciente, sempre colaborou com a sua Conferência na assistência aos menos favorecidos, tendo sido, inclusive, o seu primeiro tesoureiro. 
Cooperou também na construção da antiga Matriz de Santa Rita, da Catedral de São João Batista da Diocese de Caratinga e com as obras assistenciais mantidas por Monsenhor Rocha, em Caratinga-MG.

## Fazendeiro
Em Santa Rita de Minas foi grande fazendeiro, cafeicultor, suinocultor e produtor de açúcar, aguardente e rapadura;;;.
No fim da vida, para ficar próximo da igreja para frequentar as missas e pela comodidade para que suas netas Maria da Conceição Araújo e Francisca Nunes de Araújo pudessem com eles residir e frequentar escola em Santa Rita, o casal residia na Chácara de Santa Rita, que possuíam, localizada na Rua Magnólia, atual Rua Antônio Corrêa de Faria, em Santa Rita de Minas.
Era também conhecido como ‘Maximiano Barbosa’ devido à relação com o padrasto, o famoso Capitão Barbosão.

## Falecimento
Faleceu aos 78 anos de idade em sua residência na Chácara, no dia 12 de agosto de 1941 e foi sepultado no Cemitério Público de Santa Rita de Minas.
Seu necrológio, publicado no jornal O Município, foi assinado pelo seu amigo, o jornalista Leonel Fontoura de Oliveira:
Maximiano Barbosa.
Em sua fazenda (Santa Rita) no distrito da cidade, faleceu na manhã de 12 deste o sr. Maximiano José de Araujo, também conhecido por Maximiano Barbosa.
Era o saudoso extinto casado com a exma. sra. d. Maria Torres de Araujo, deixando grande numero de filhos, netos e bisneto.
Maximianno José de Araujo foi um homem bom, um amigo dedicado, caridoso e progressista.
Sabia compadecer-se do pobre, sabia ser amigo de sua terra de adopção: muito fês pelo povoado de santa Rita.
Logo que aqui correu a noticia do seu falecimento, para ali se dirigiu grande numero de pessoas gradas, desejosas de prestar ao saudoso extinto suas ultimas homenagens.
O Rvmº Padre Antonio Vieira Coelho Torres, celebrou na Fazenda a Missa de corpo presente, acompanhando até a Capela de Santa Rita e até ao cemitério d’aquela localidade o enterro, tendo dado a absolvição ao baixar á sepultura os restos mortais de Maximiano Araujo, grande sendo o numero de pessoas presentes.
Esta folha, que se fez representar pelo seu colaborador Messias da Silva Araujo, registrando com pesar esta noticia, envia condolências á enlutada familia.
Sua esposa, Maria Paulina de Jesus Furtado Torres, veio a falecer no dia 17 de outubro de 1957, aos 87 anos, deixando muitos descendentes em Santa Rita de Minas e nas cidades vizinhas, hoje espalhados por vários estados e até pelo exterior.